# Gnophomyia diacantha
Gnophomyia diacantha is een tweevleugelige uit de familie steltmuggen (Limoniidae). De soort komt voor in het Neotropisch gebied.